# Charles Villiers Stanford

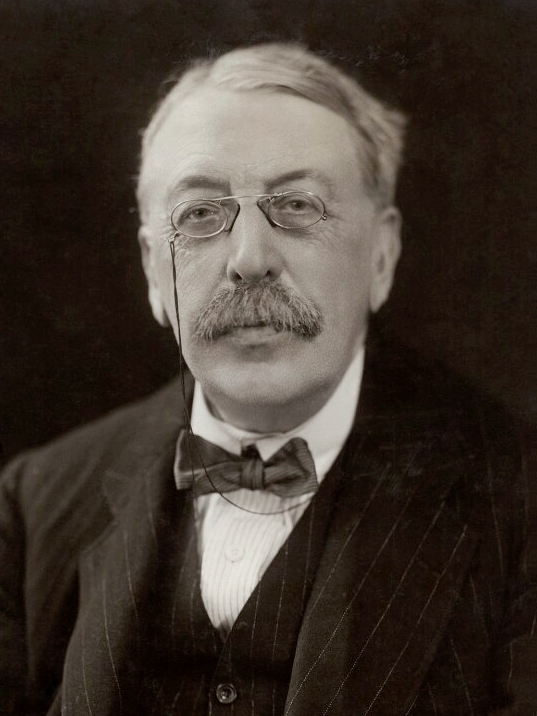
Charles Stanford, 1921

Sir Charles Villiers Stanford (* 30. September 1852 in Dublin; † 29. März 1924 in London) war ein irischer Komponist.

## Leben
Charles Villiers Stanford war Sohn eines wohlhabenden irischen Anwalts. Seine Familie war ausgesprochen musikalisch: Der Vater betätigte sich als Sänger, die Mutter als Pianistin. In diesem Umfeld wurde Stanfords außergewöhnliches Talent schnell erkannt und gefördert. Als Kind lernte er Klavier und Orgel bei bekannten Lehrern in Dublin, bei einer Reise der Familie nach London im Jahr 1864 knüpfte Stanford bereits Kontakte zu dortigen Komponisten und Musikern wie Arthur Sullivan.
Stanford studierte seit 1862 in London bei Ernst Pauer und Arthur O’Leary, seit 1870 am Queens’ College in Cambridge, von 1874 bis 1876 bei Carl Reinecke in Leipzig und Friedrich Kiel in Berlin. Von 1883 an lehrte er am Royal College of Music in London Komposition, ab 1887 war er Professor für Musik an der Universität Cambridge.
Gemeinsam mit Hubert Parry und Edward Elgar trug Stanford gegen Ende des 19. Jahrhunderts entscheidend zur Erneuerung der englischen Musik bei („English Musical Renaissance“). Stanford galt dabei als strenger Lehrer, der gegenüber seinen Studenten unnachgiebig auf Einhaltung kompositorischer Standards pochte und jede Schlamperei mit einem kurzen „All rot, m’boy“ („Alles Krampf, mein Junge“) zu quittieren pflegte. Sein explosives Temperament brachte ihn immer wieder in Konflikt mit der Verwaltung der Universität, und auch einige seiner Schüler distanzierten sich später von ihm.
Bis zu seinem Tod im März 1924 blieb Stanford Professor für Komposition in Cambridge und London. Wie viele bedeutende englische Musiker wurde er in der Westminster Abbey beerdigt. Seine Grabplatte trägt die Aufschrift „A great musician“.

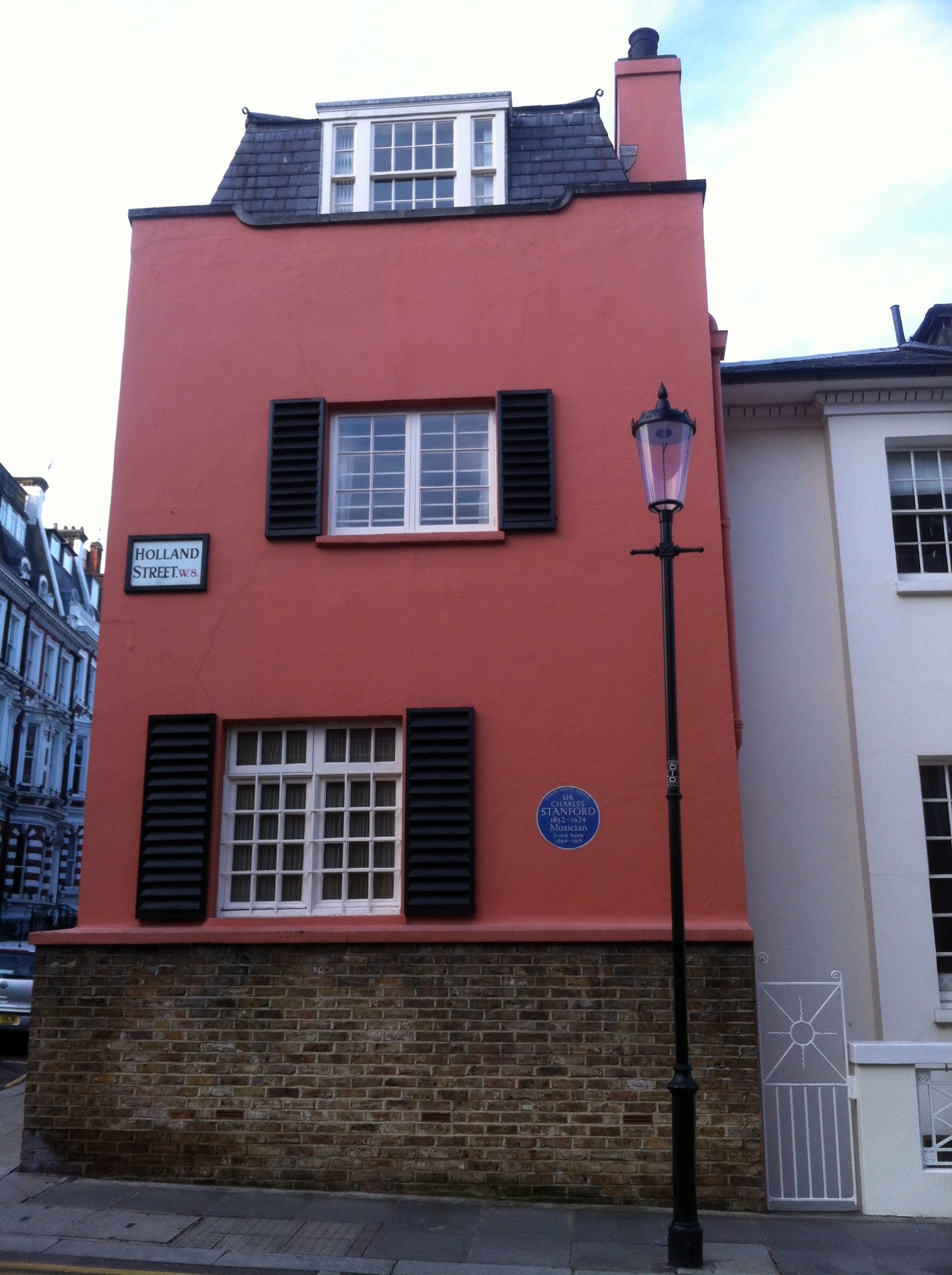
Wohnhaus in der Londoner Holland Street

Obwohl sein eigenes kompositorisches Schaffen sehr umfangreich ist, werden heutzutage nur noch wenige seiner Werke aufgeführt. Von seinen über 30 Chorwerken befinden sich heute nur noch die liturgischen Werke im Repertoire englischer Kirchenchöre. Das chorsinfonische Schaffen ist weitgehend vergessen. In den vergangenen Jahren wurden immerhin das Requiem (1897) und das Stabat mater (1907) durch CD-Aufnahmen einer breiteren Öffentlichkeit bekannt (Naxos bzw. Chandos). Ende der 1980er Jahre nahm die britische Schallplattenfirma Chandos mit dem Ulster Orchestra unter Leitung von Vernon Handley alle Symphonien und Irischen Rhapsodien für Compact Disc auf. Seit Anfang des dritten Jahrtausends spielt das irische RTÉ Vanbrugh Quartet für Hyperion ausgewählte Kammermusik Stanfords ein.
In ihrer Zeit äußerst populär waren Stanfords „Seestücke“ – die Ballade The Revenge – A Ballad of the Fleet, op. 24, nach Alfred Lord Tennyson und die Vokalzyklen Songs of the Sea, op. 91, bzw. Songs of the Fleet, op. 117. Die 3. Sinfonie („Irish“) gehörte für einige Jahre zu den beliebtesten romantischen Sinfonien und befand sich auch im Dirigierrepertoire von Gustav Mahler.
Manche seiner Kompositionen zeigen starke Anklänge an die Musik von Robert Schumann und Johannes Brahms. Gleichzeitig war Stanford ein Pionier in der direkten Verwendung irischer Volksmusik in seinen sechs Irischen Rhapsodien und der 3. Sinfonie, die auch den Untertitel „Irish“ trägt. Hierdurch ebnete er den Weg für die „Pastoral School“, zu deren Exponenten u. a. Ralph Vaughan Williams und Gustav Holst zählen sollten, die beide Stanford-Schüler waren.
Neben Stanfords kompositorischem Schaffen ist nicht zu unterschätzen, dass er auch als Dirigent tätig war (u. a. Cambridge University Musical Society und Leeds Festival). Zu seinen Schülern zählen u. a. Arthur Bliss, Herbert Howells, John Ireland, George Dyson, Ernest John Moeran, Rebecca Clarke und der Dirigent Eugene Goossens.
Stanford komponierte sieben Opern, sieben Sinfonien, sechs Irische Rhapsodien, acht Irische Tänze, drei Klavier- und zwei Violinkonzerte, ein Cellokonzert, ein Klarinettenkonzert, kammermusikalische Werke, Klavier- und Orgelmusik, zwei Oratorien („The three holy Children“ und „Eden“), eine Messe, ein Te Deum, ein Magnificat, ein Requiem, ein Stabat mater sowie zahlreiche Lieder.

## Werke
Opern:
- The Veiled Prophet (1881, Hannover)
- Savonarola (1884, Hamburg)
- The Canterbury Pilgrims (1884, Drury Lane)
- Shamus O’Brien (1896, Opera Comique)
- Much Ado About Nothing (1901, Royal Opera House Covent Garden)
- The Critic (1916, Shaftesbury Theatre London)
- The Travelling Companion, Oper in 4 Akten (1925, David Lewis Theatre Liverpool)

Sinfonien:
- Sinfonie Nr. 1 B-Dur (1876)
- Sinfonie Nr. 2 d-Moll Elegiac (1879, rev. 1882)
- Sinfonie Nr. 3 f-Moll op. 28 Irish (1887)
- Sinfonie Nr. 4 F-Dur op. 31 (1888)
- Sinfonie Nr. 5 D-Dur op. 56 L’Allegro ed il Penseroso (1894)
- Sinfonie Nr. 6 Es-Dur op. 94 In honour of the life-work of a great artist: George Frederick Watts (1905)
- Sinfonie Nr. 7 d-Moll op. 124 (1911)

Konzertante Werke:
- Konzert für Klavier und Orchester Nr. 1 G-Dur op. 59 (1894)
- Konzert für Klavier und Orchester Nr. 2 c-Moll op. 126 (1911)
- Konzert für Klavier und Orchester Nr. 3 Es-Dur op. 171 (1919, orch. Geoffrey Bush)
- Konzert für Klavier und Orchester B-Dur (1873)
- Konzertvariationen auf ein englisches Thema („Down among the Dead Men“) für Klavier und Orchester op. 71 (1897/98)
- Konzert für Violine und Orchester Nr. 1 D-Dur op. 74 (1899)
- Konzert für Violine und Orchester Nr. 2 g-Moll op. 162 (1918, orch. Jeremy Dibble)
- Konzert für Violine und Orchester D-Dur (1875)
- Suite für Violine und Orchester D-Dur op. 32 (1888)
- Konzert für Violoncello und Orchester d-Moll (1879/80)
- Ballata and Ballabile für Violoncello und Orchester op. 160 (1918)
- Konzert für Klarinette und Orchester a-Moll op. 80 (1902)
- Konzertstück für Orgel und Orchester op. 181 (1921)

andere Orchesterwerke:
- Irische Rhapsodie Nr. 1 d-Moll op. 78 (1902)
- Irische Rhapsodie Nr. 2 f-Moll op. 84 The Lament for the Son of Ossian (1903)
- Irische Rhapsodie Nr. 3 D-Dur op. 137 für Violoncello und Orchester (1913)
- Irische Rhapsodie Nr. 4 a-Moll op. 141 The Fisherman of Lough Neagh and What He Saw (1913)
- Irische Rhapsodie Nr. 5 g-Moll op. 147 (1917)
- Irische Rhapsodie Nr. 6 d-Moll op. 191 für Violine und Orchester (1922)

Chor-/Vokalwerke:
- Magnificat and Nunc dimittis op. 10 Nr. 1
- Jubilate and Te Deum op. 10 Nr. 2
- Magnificat and Nunc dimittis A-Dur op. 12
- The Revenge: A Ballad of the Fleet op. 24 für Chor und Orchester (1886)
- The Music to the Oedipus Rex of Sophocles op. 29
- Magnificat and Nunc dimittis F-Dur op. 36
- And I Saw Another Angel op. 37 Nr. 1
- If Thou Shalt Confess op. 37 Nr. 2
- Drei lateinische Motetten op. 38 (1889)
  - Justorum Animae
  - Coelos ascendit hodie
  - Beati quorum via
- Requiem op. 63 für zwei Sopranstimmen, Mezzosopran, Tenor, Bassbariton, großen Chor und Orchester (1897)
- Te Deum G-Dur op. 81
- Magnificat and Nunc Dimittis G-Dur op. 81
- Songs of the Sea op. 91 für Bariton, Chor und Orchester
- Stabat Mater op. 96
- Autumn Leaves op. 106 Nr. 1
- Fair Phyllis op. 106 Nr. 4
- 6 biblische Lieder und Hymnen op. 113
- Te Deum C-Dur op. 114
- Magnificat und Nunc dimittis C-Dur op. 115
- Songs of the Fleet op. 117 für Bariton, Chor und Orchester (1910)
- Cushendall op. 118
- 8 Partsongs op. 119
- Widerspin op. 127 Nr. 7
- Eternal Father op. 135 Nr. 2
- Grandeur op. 140 Nr. 1
- For lo, I raise up, op. 145 für Chor, Orgel und Sopran (1914)
- Magnificat und Nunc dimittis Es-Dur (1873)
- Pater Noster (1874)
- The Lord is my Shepherd (1886)
- The Blue Bird
- Sechs biblische Lieder für Stimme und Klavier
- Twelve Songs of Heine, Book 1&2, für Stimme und Klavier

Kammermusikalische Werke:
- Klaviertrio Nr. 1 Es-Dur, op. 35
- Klavierquartett Nr. 1, op. 15
- Klavierquartett Nr. 2 c-moll, op. 133
- Klavierquintett d-moll, op. 25
- Cellosonate Nr. 2, op. 39
- Streichquartett Nr. 3, op. 64
- Streichquintett Nr. 1, op. 85
- 6 kurze Präludien und Postludien, op. 105
- Sonate für Klarinette und Klavier, op. 129
- Sechs Charakterstücke für Klavier, op. 132
- Five Caprices for Piano, op. 136
- Night Thoughts, sechs kurze Stücke für Klavier, op. 148
- Three Sketches, op. 155 Book 1&2
- Cellosonate Nr. 1
- Fantasie für Hornquintett a-Moll
- Streichquartett Nr. 1
- Streichquartett Nr. 2
- Sechs irische Tänze für Violine und Klavier
- Six Sketches for Piano: Primary Grade
- Six Sketches for Piano: Elementary Grade

Werke für Orgel:
- Sechs Präludien für Orgel, op. 88
- Orgelsonate Nr. 1 F-Dur, op. 149
- Orgelsonate Nr. 2 „Eroica“, op. 151
- Orgelsonate Nr. 3 „Britannica“, op. 152
- Orgelsonate Nr. 4 „Celtica“, op. 153
- Orgelsonate Nr. 5 „Quasi una Fantasia“, op. 159
- Orgelsonate Nr. 6
- Idyll Nr. 1-5
- Fantasia und Toccata d-Moll, op. 57

## Diskografische Hinweise
- Symphonien 1-7 (komplett): Ulster Orchestra, Vernon Handley, Chandos CHAN 9279-82
- Symphonien 1-7 (komplett): Bournemouth Symphony Orchestra, David Lloyd-Jones, Naxos 2007/8
- Violinkonzert in D-Dur/Suite, op. 32:  Anthony Marwood, BBC Scottish Symphony Orchestra, Vernon Handley, Hyperion CDA67208
- Cellokonzert in d-Moll / Alexander Baillie; Royal Philharmonic Orchestra, Nicholas Braithwaite. Lyrita SRC 321
- Klavierkonzert Nr. 1 in G-Dur: Piers Lane, BBC Scottish Symphony Orchestra, Martyn Brabbins, Hyperion CDA66820 (mit Hubert Parry, Klavierkonzert in Fis-Dur)
- Klavierkonzert Nr. 2/Konzertvariationen über ein englisches Thema/Sechs irische Rhapsodien: Margaret Fingerhut, Ulster Orchestra, Vernon Handley, Chandos CHAN 10116(2)
- Klavierkonzert Nr. 3 in Es, op. 171/Malcolm Binns; Royal Philharmonic Orchestra, Nicholas Braithwaite, Lyrita SRC 321
- Requiem, op. 63: div. Solisten, RTÉ Philharmonic Choir, RTÉ National Symphony Orchestra of Ireland, Colman Pearce, NAXOS 8.555201-02
- Songs of the Fleet/The Revenge-A Ballad of the Fleet/Songs of the Sea: Gerald Finley, BBC National Chorus and Orchestra of Wales, Richard Hickox, Chandos CHSA 5043
- Anthems and Masses (Chorwerke): Choir of St. John’s College, Cambridge, Christopher Robinson, NAXOS 8.555794